# Tabernaemontana litoralis
Tabernaemontana litoralis är en oleanderväxtart som beskrevs av Carl Sigismund Kunth. Tabernaemontana litoralis ingår i släktet Tabernaemontana och familjen oleanderväxter. Inga underarter finns listade i Catalogue of Life.